# Przełączka za Durnym Mnichem
Przełączka za Durnym Mnichem (słow. Štrbina za Pyšným mníchom) – drobna przełęcz w południowo-zachodnim filarze Małego Durnego Szczytu w słowackiej części Tatr Wysokich. Oddziela położony na północnym wschodzie wierzchołek Małego Durnego Szczytu, znajdujący się w długiej bocznej grani tatrzańskiej, od Durnego Mnicha na południowym zachodzie.
Filar, w którym znajduje się przełęcz, opada ku Spiskiemu Kotłowi, jednemu z odgałęzień Doliny Pięciu Stawów Spiskich. Przełęcz jest wyłączona z ruchu turystycznego. Dla taterników najdogodniejsza droga prowadzi z wierzchołka Małego Durnego Szczytu.
Pierwsze wejścia:
- letnie – Melinda Bačániová, Zoltán Brüll i J. Potoček, 5 września 1937 r.,
- zimowe – Ivan Lehotský i Karel Trousílek, 1 kwietnia 1953 r., przy przejściu granią[2].